# Élio Martins
Élio Bruno Teixeira Martins (Machico, 26 marzo 1985) è un allenatore di calcio ed ex calciatore portoghese, di ruolo attaccante, tecnico del Machico.

## Carriera

### Giocatore
Ha giocato nella massima serie dei campionati portoghese, cipriota, bulgaro, libanese ed indonesiano.